# FC Lugano
Der FC Lugano (Football Club Lugano) ist ein Schweizer Fussballclub aus Lugano im Kanton Tessin. Der Verein spielt in der Super League. Er ist der Nachfolgeverein des FC Lugano, der 2002 Konkurs anmelden musste.
Der FC Lugano spielt im Stadio di Cornaredo, welches 6'330 Zuschauer auf einer architektonisch ansprechenden Tribüne fasst.
Der am 28. Juli 1908 gegründete Vorgängerverein wurde dreimal Schweizermeister (1938, 1941, 1949) und dreimal Cupsieger (1931, 1968 und 1993). Der aktuelle Verein gewann einmal den Cup (2022).
Die Vereinsfarben sind Schwarz und Weiss.

## Vereinsgeschichte

Logo des AC Lugano bis zum 24. Juni 2008

### 1908 bis 1950
Der FC Lugano trat zum ersten Mal ins nationale Rampenlicht, als er zu Ende der Spielzeit 1921/22 in den Aufstiegsspielen gegen den FC Neumünster Zürich mit 1:0 und 3:0 gewann und damit erstmals in die damalige oberste Liga, der in drei Regionalgruppen unterteilten Serie A aufstieg. Nach der ersten Saison lagen die Tessiner auf dem letzten Platz in der Ostgruppe, stiegen aber wegen Aufstockung der Liga von acht auf neun Teams nicht ab. In den nächsten beiden Spieljahren reichten vorletzte Plätze vor den FC Blue Stars Zürich und Brühl St. Gallen, um den Klassenerhalt zu sichern.
Ab 1926/27 zählte der FC Lugano schliesslich zu den Spitzenvereinen der Ostgruppe und nach der Saison 1929/30 durften die Tessiner, nachdem sie zum zweiten Mal in Serie den zweiten Platz in der Gruppe erreicht hatten, auch zum ersten Mal an der Finalrunde zur nationalen Meisterschaft teilnehmen, ohne aber dort einen nachhaltigen Eindruck zu hinterlassen.
Dies tat der FC Lugano dafür umso mehr im Pokalwettbewerb der folgenden Saison. Dort siegten die Schwarz-Weissen im Final gegen den Zürcher Grasshopper Club – einer der führenden Schweizer Vereine in jener Ära – mit 2:1 und holten damit ihren ersten nationalen Titel.
1933 wurde Lugano Gründungsmitglied der neuen eingleisigen höchsten Spielklasse der Schweiz, der Nationalliga A, wo er in der Endabrechnung einen guten dritten Platz belegte. Auch in den folgenden Jahren gehörten die Tessiner zu den führenden Vereinen der Liga und sie durften 1938 sogar zum ersten Mal die Meisterschaft feiern, als die Grasshoppers am Ende einen Punkt Rückstand aufwiesen. 1941 folgte der zweite Streich, als der FC Lugano diesmal den Berner Sportclub Young Boys zwei Punkte hinter sich liess.
In den nächsten Jahren blieben die Luganer unter den führenden Teams der Nationalliga A. Nachdem in der Saison 1947/48 allerdings die bis dahin schlechteste Platzierung – Platz 11 unter 14 Vereinen – hingenommen werden musste, konnten die Tessiner in der Folgesaison ihre dritte und letzte Meisterschaft der Vereinsgeschichte feiern. Sieben Punkte wurde der zweitplatzierte FC Basel hinter sich gelassen.

### 1950 bis 2000
In den nachfolgenden Jahren gleitet der FC Lugano aber zusehends ins Mittelfeld und darunter ab. Zum Abschluss der Saison 1952/53 stand der FC Lugano punktgleich mit dem FC Grenchen auf dem vorletzten Platz. Im erforderlichen Relegations-Playoffspiel verlor der Club gegen die Solothurner klar mit 3:0 und war damit zum ersten Mal seit über dreissig Jahren nicht mehr erstklassig.
Ein Jahr später stiegen sie wieder in die Nationalliga A auf und konnten sich bis 1959/60 in der höchsten Spielklasse halten. Anfang der 1960er-Jahre war der FC Lugano eine typische Liftmannschaft. 1960/61 spielte man ein Jahr lang in der NLB und schaffte den Wiederaufstieg. Allerdings stieg der FC Lugano nach der Saison 1962/63 abermals in die NLB ab um im Jahre 1963/64 wieder aufzusteigen.
Erst gegen Ende der 1960er-Jahre gehörte der FC Lugano wieder zu den besten Schweizer Fussballmannschaften. 1968 gewannen sie den Schweizer Cup im Final gegen den FC Winterthur mit 2:1. Es war ihr erster Titel seit dem Gewinn der Schweizer Meisterschaft von 1949 und er wurde dementsprechend gross gefeiert. 1971 erreichten sie nochmals den Cup-Final aber verloren das Spiel gegen Servette Genf mit 2:0.
Es folgten schwächere Jahre und 1976 stiegen sie abermals in die NLB ab. Ein kurzer Wiederaufstieg in die NLA gelang 1978/79 doch nach nur einem Jahr stiegen sie wieder ab.
Erst mit dem Aufstieg 1987/88 folgte eine erfolgreichere Zeit. Der nächste Titelgewinn gelang im Jahre 1993 als Lugano wiederum den Schweizer Cup gegen die Grasshoppers mit 4:1 gewinnen konnten, nachdem sie noch ein Jahr zuvor den Final gegen den FC Luzern mit 1:2 nach Verlängerung verloren hatten.
Es war ihr dritter Cup-Sieg und der FC Lugano ist bis heute die einzige Tessiner Fussballmannschaft, die den Schweizer Cup überhaupt gewinnen konnte.
Der FC Lugano sorgte in der UEFA-Cup-Saison 1995/96 für eine Sensation, als er in der ersten Hauptrunde des Wettbewerbs den italienischen Spitzenklub Inter Mailand im Giuseppe-Meazza-Stadion mit 1:0 bezwingen konnte, nachdem das Hinspiel 1:1 ausgegangen war. In der nächsten Runde gab es aber kein Wunder mehr und nach zwei knappen Niederlagen gegen Slavia Prag folgte das Aus.

### 2000 bis 2010
Im Juni 2002 wurde bekannt, dass der FC Lugano wegen Finanzproblemen keine Lizenz für die kommende Saison 2002/03 erhalten würde, nachdem man die vorherige Saison auf dem 2. Platz beendet hatte. Es folgte die Zwangsrelegation in die zweithöchste Spielklasse der Nationalliga B. Im März 2002 beging der amtierende Vereinspräsident Helios Jermini Selbstmord. Als Treuhänder hatte er seit 1983 insgesamt 61 Millionen Franken an Kundengeldern veruntreut, von denen 45 Millionen in die Vereinskassen flossen. Ende 2002 häuften sich die Forderungen gegenüber dem Verein in einem Nachlassverfahren auf über 103 Millionen Franken. Im März 2003 kam der Nachlassvertrag mit den Gläubigern des Vereins nicht zustande. Über 100 Gläubiger hätten auf ihre Forderungen verzichtet, jedoch konnte mit zwei Finanzgesellschaften, welche Forderungen von insgesamt 26 Millionen an den Verein stellten, keine Einigung erzielt werden. Der mit 73,5 Millionen Franken verschuldete Verein ging in Konkurs. Die aus dem Bankrott hervorgegangene AC Lugano trat die Saison 2003/04 in der damals vierthöchsten Spielklasse, der 2. Liga interregional an. Gleichzeitig wurden Pläne bekannt, nach denen man bis im Sommer 2004 mit dem FC Malcantone Agno fusionieren wolle.
Am 1. Juli 2004 erfolgte die Fusion der Reste des insolventen FC Lugano mit dem ebenfalls aus dem Tessin stammenden Verein FC Malcantone Agno – der in der Spielzeit 2003/04 noch den vierten Platz in der zweiten Schweizer Liga, der Challenge League erreichte – zur AC Lugano. Am 24. Juni 2008 wurde der Vereinsname rechtzeitig zum 100-jährigen Bestehen von AC Lugano wieder in FC Lugano geändert. Es existiert ein Museum im Gedenken an den Konkurs gegangenen Verein.
Der FC Lugano spielte in der Challenge League 2008/09 eine starke Saison. Die Tessiner wurden in der Tabelle letztlich nur vom FC St. Gallen übertroffen. Sie erreichten den zweiten Schlussrang, der zur Teilnahme an der Barrage in die Axpo Super League berechtigte. Gegner war der FC Luzern, der – als zweitletzter der Super League – um den Ligaerhalt kämpfen musste. Das Hinspiel in Lugano gewannen die Tessiner mit 1:0. Das Rückspiel auf der Luzerner Allmend entschied der höherklassierte FC Luzern mit 5:0 klar für sich.
Auch in der folgenden Saison wurde der zweite Schlussrang hinter dem FC Thun erreicht. Der FC Lugano scheiterte aber auch in dieser Saison durch eine 1:2-Niederlage und ein folgendes 0:0 gegen die AC Bellinzona in den Aufstiegsspielen.

### 2010 bis 2020

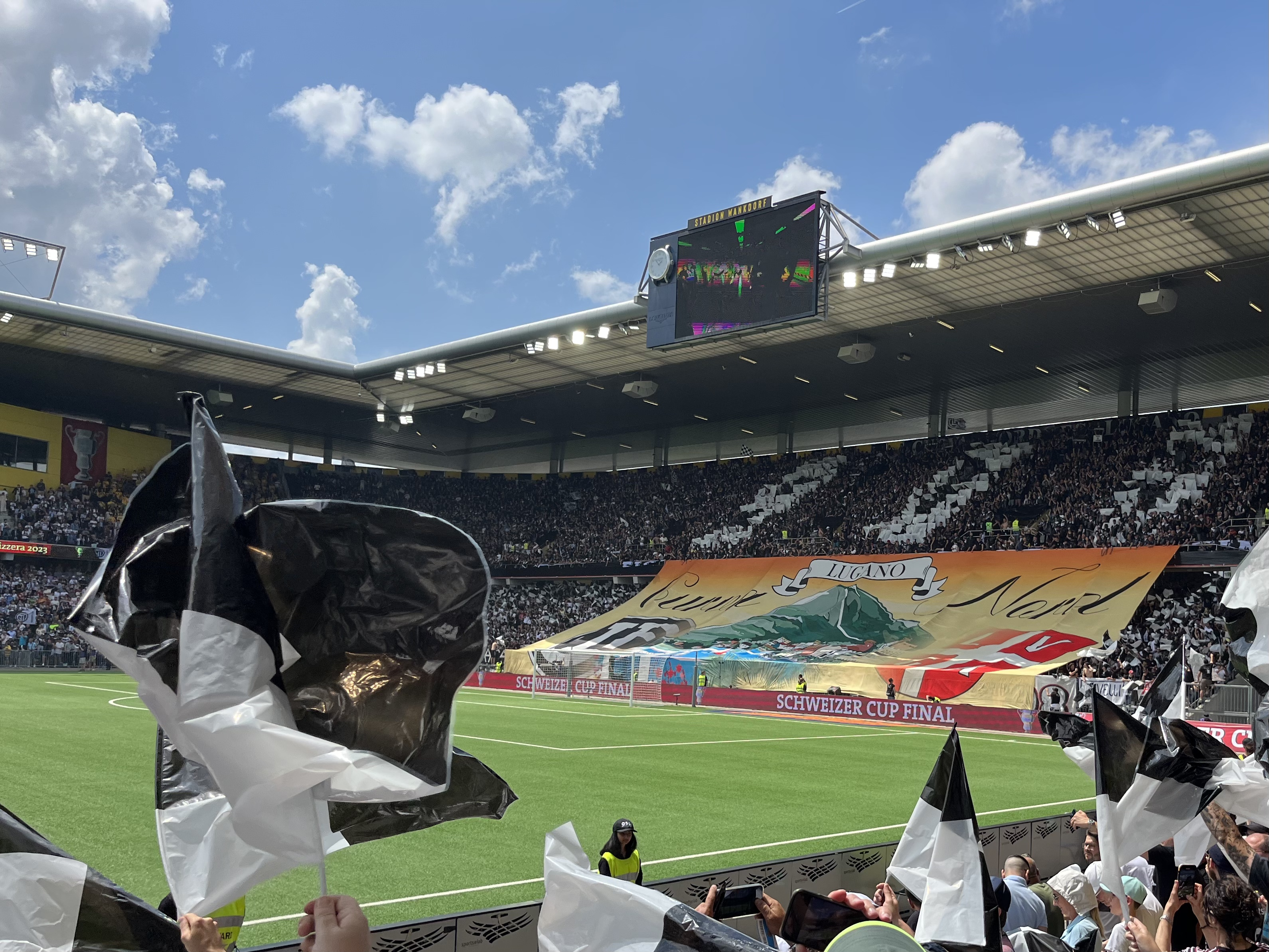
Fans des FC Luganos vor dem Schweizer Cup Final 2023 im Berner Wankdorf Stadion

2015 gelang der Aufstieg in die Raiffeisen Super League. Um die von der Swiss Football League geforderten Sicherheitsstandards zu erfüllen, wurde die Kapazität des Cornaredo von 10'500 auf 6'330 Plätze reduziert. Die Saison wurde auf dem 9. Rang abgeschlossen. Im Schweizer Cup erreichte der FC Lugano das Endspiel, welches gegen den FC Zürich verloren ging. Nach der Saison 2016/17 konnte sich der FC Lugano dank dem 3. Rang in der Liga erstmals direkt für die Gruppenphase der Europa League qualifizieren, verpasste jedoch als Gruppendritter die K.-o.-Phase. Zum 110-jährigen Jubiläum im Jahr 2018 wurde das Vereinslogo erneuert. Es besteht seither lediglich aus dem mittleren Teil mit der Abkürzung FCL des bisherigen Logos. Die Super-League-Spielzeit 2018/19 konnte der Klub auf dem 3. Rang abschliessen und schaffte dadurch die direkte Qualifikation für die UEFA Europa League 2019/20-Gruppenphase, in welcher das Team drei Unentschieden gegen Dynamo Kiew und Malmö FF holte. Die beiden Duelle gegen den Dänischen Meister FC Kopenhagen gingen jeweils mit 0:1 verloren. Lugano musste aufgrund seines nicht UEFA-tauglichen Stadions die Heimspiele im rund 300 km entfernten St. Gallen austragen.

### Seit 2020

Logo des FC Lugano bis zum 17. Januar 2025

Im Sommer 2021 übernahm der US-Amerikaner Joe Mansueto den Klub vom bisherigen Besitzer Angelo Renzetti. Mansueto ist zudem Besitzer der MLS-Franchise Chicago Fire. Sportdirektor ist seither Georg Heitz, ehemaliger Sportdirektor des FC Basel (Technischer Direktor ist Sebastian Pelzer). Im Jahr 2022 gewann der FC Lugano zum vierten Mal den Schweizer Cup. Im Finale wurde der FC St. Gallen mit 4:1 besiegt.

## Ligazugehörigkeit
- 1922–33: Serie A
- 1933–53: Nationalliga A
- 1953–54: Nationalliga B
- 1954–60: NLA
- 1960–61: NLB
- 1961–63: NLA
- 1963–64: NLB
- 1964–76: NLA
- 1976–79: NLB
- 1979–80: NLA
- 1980–88: NLB
- 1988–97: NLA
- 1997–98: NLB
- 1998–02: NLA
- 2002–03: NLB
- 2003–04: 2. Liga interregional
- 2004–15: Challenge League
- 2015–: Super League

## Ewige Tabelle
Der FC Lugano liegt derzeit auf dem 8. Rang der ewigen Tabelle der Super League.

## Kader 2025/26
Stand: 12. August 2025
| Nr. |              | Position | Name                    |
| --- | ------------ | -------- | ----------------------- |
| 1   | Kosovo       | TW       | Amir Saipi              |
| 15  | Griechenland | TW       | Fotis Pseftis           |
| 58  | Nigeria      | TW       | Sebastian Osigwe        |
| 99  | Schweiz      | TW       | Diego Mina              |
| 2   | Kanada       | AB       | Zachary Brault-Guillard |
| 5   | Schweiz      | AB       | Albian Hajdari          |
| 6   | Deutschland  | AB       | Antonios Papadopoulos   |
| 17  | Deutschland  | AB       | Lars Lukas Mai          |
| 22  | Marokko      | AB       | Ayman El Wafi           |
| 23  | Argentinien  | AB       | Milton Valenzuela       |
| 26  | Portugal     | AB       | Martim Marques          |
| 46  | Argentinien  | AB       | Mattia Zanotti          |
| 98  | Schweiz      | AB       | Allan Arigoni           |
| 7   | Tschechien   | MF       | Roman Macek             |
| 8   | Schweiz      | MF       | Anto Grgić              |

| Nr. |                | Position | Name              |
| --- | -------------- | -------- | ----------------- |
| 18  | Frankreich     | MF       | Hicham Mahou      |
| 20  | Elfenbeinküste | MF       | Ousmane Doumbia   |
| 21  | Frankreich     | MF       | Yanis Cimignani   |
| 25  | Schweiz        | MF       | Uran Bislimi      |
| 28  | Schweiz        | MF       | Yannis Ryter      |
| 29  | Tunesien       | MF       | Hadj Mahmoud      |
| 47  | Schweiz        | MF       | Ilija Maslarov    |
| 10  | Schweiz        | ST       | Mattia Bottani    |
| 11  | Schweiz        | ST       | Renato Steffen    |
| 27  | Schweiz        | ST       | Daniel Dos Santos |
| 31  | Argentinien    | ST       | Ignacio Aliseda   |
| 34  | Schweiz        | ST       | Boris Babić       |
| 70  | Griechenland   | ST       | Georgios Koutsias |
| 93  | Polen          | ST       | Kacper Przybyłko  |

## Bekannte ehemalige und aktuelle Spieler und Trainer

### Spieler
| - Christian Giménez - Julio Hernán Rossi - Bruno Versavel - Marc Emmers - Stéphane Demol - Dida - Mauro Galvão - Paulinho Roberto Machado - Tomislav Erceg - Ottmar Hitzfeld - Otto Luttrop - Ronnie O’Brien | - Luca Fusi - Maurizio Ganz - Igor Schalimow - Patrick Englund - Mohamed Kallon - Pajtim Badalli - Renato Bizzozzero - Eugenio Corrodi - Alberto Regazzoni - Christian Gross - Mario Prosperi - Claudio Sulser | - Dario Zuffi - Kubilay Türkyilmaz - Ludovic Magnin - Nestor Subiat - Valon Behrami - Gaetano Berardi - Mohamed Kader - Gabriel Urdaneta - Wilhelmus Gorter - Ezgjan Alioski |

### Trainer
- Albert Sing (1970–1971)
- Alfredo Foni(1973–1974, 1976–1977)
- Ottmar Hitzfeld (kurzfristig 10–12/1979)
- Otto Luttrop (1971–1973, 1983–1985)
- Michel Pont (1996–1997)
- Pierluigi Tami (2002–2003, 2017–2018)
- Vladimir Petković (2004–2005)
- Zdeněk Zeman (2015–2016)